# Ilario di Chichester
Ilario di Chichester (1110 circa – luglio 1169) è stato un vescovo cattolico inglese, vescovo di Chichester.
Inglese per nascita studiò diritto canonico e lavorò a Roma presso la corte papale e in quel lasso di tempo entrò in contatto con numerosi ecclesiastici fra cui il futuro papa Adriano IV e lo scrittore medievale Giovanni di Salisbury. Tornato in patria, passò alle dipendenze di Enrico di Blois che era vescovo di Winchester e fratello di Stefano d'Inghilterra. Perse la nomina ad arcivescovo di York e fu nominato vescovo di Chichester da papa Eugenio III nel 1147. Spese molti anni in una contesa con l'abbazia di Battle nel tentativo di affermare i propri diritti di dirigerla in quanto vescovo e si scontrò anche con Tommaso Becket, cancelliere del re Enrico II d'Inghilterra, prima, ed arcivescovo di Canterbury poi. Ilario appoggò il re nella propria contesa contro Becket e in cambio venne nominato sceriffo usandolo come giudice presso la corte reale e anche il papa lo impiegò come giudice delegato per tutte le cause che erano connesse all'Inghilterra. Ilario si adoperò anche perché Edoardo il Confessore salisse agli onori degli altari.

## Biografia
Ilario nacque attorno al 1110, probabilmente da una famiglia di bassa estrazione sociale benché niente della sua ascendenza sia noto. Suo fratello era canonico presso la cattedrale di Salisbury ed è quindi probabile che entrambi fossero nati in quei pressi.
Servì come chierico ecclesiastico per Enrico di Blois e fu anche decano per la chiesa di Christchurch a Twynham, nell'Hampshire, ricevendo probabilmente entrambi gli incarichi per volere dello stesso Enrico. Christchurch era una chiesa collegiata abitata da chierici secolari e Ilario ne divenne decano a partire dall'1139.
Educato al diritto canonico esercitò la professione a Roma a partire dal 1144 e due anni dopo entrò alle dipendenze della corte papale. Insieme a lui lavorarono il teologo Robert Pullen (morto 1146), Giovanni di Salisbury e Nicholas Breakspear, il futuro papa Adriano IV.
In qualità di decano di Christchurch Ilario riportò l'organizzazione delle cerimonie alla routine tradizionale, che era stata abbandonata dai suoi predecessori, ricominciò a dare concessioni di terre e privilegi e commissionò la stesura di un libro, ancora esistente, che raccontasse la storia della chiesa.

## Arcivescovo mancato
Nel 1147 tentò inutilmente di aggiudicarsi la carica di arcivescovo di York, ma venne battuto da Henry Murdac e per compensarlo della perdita nello stesso anno papa Eugenio III gli diede il vescovado di Chichester.
La sua candidatura per l'arcivescovado era stata sostenuta da Ugo Puiset, tesoriere di York e vescovo di Durham e da Robert di Ghent, decano di York e lord cancelliere oltre che dallo stesso re Stefano. In apparenza Ilario prese un discreto numero di voti, ma poiché l'elezione venne contestata dai sostenitori di Henry il risultato venne portato all'attenzione papale ed Eugenio scelse il suo avversario. Nel luglio dello stesso anno ricevette il vescovado di Chichester e il 3 agosto venne consacrato da Teobaldo di Bec insieme a Nigel di Ely, Robert Vescovo di Bath (morto 1166) e William de Turbeville (1095circa-gennaio 1174).
Per alcuni anni Ilario continuò a detenere il beneficio ecclesiastico dato dal suo decanato.

## Vescovo suddito
Stefano mandò Ilario al concilio di Reims del 1148 insieme a Robert de Bethune, William de Turbeville e Teobaldo di Bec che era presente nonostante il re gli avesse vietato di andare. Secondo il cronacotecario Gervaso di Canterbury il re voleva in questo modo indebolire la posizione di Teobaldo presso il papa, ma è anche possibile che egli volesse soltanto riasserire la propria autorità sulla chiesa inglese insistendo nel voler limitare i contatti dei vescovi inglesi con il papato, una pratica in uso già per i suoi predecessori.
Ilario tentò di giustificare il tentativo del sovrano di impedire a Teobaldo di partecipare il che fa credere che questa sia stata la prima ragione per cui a lui venne permesso di partire. La sua fedeltà venne ben ricompensata tanto che venne nominato cappellano della regina. Poco dopo il concilio Robert de Bethune morì e al suo posto come vescovo di Hereford venne eletto Gilbert Foliot su ordine del pontefice stesso. In quel periodo Teobaldo era in esilio nelle Fiandre per aver disubbidito al sovrano e così il papa ordinò ad Ilario di andare laggiù insieme al vescovo di Londra Robert de Sigello (morto 1150) e Josceline de Bohon (1111circa-1184) vescovo di Salisbury, i tre erano però riluttanti e dissero al papa che poiché Gilbert non aveva avuto l'assenso reale e nemmeno aveva giurato fedeltà a Stefano essi non l'avrebbero consacrato. Alla fine Teobaldo consacrò il collega con l'aiuto di alcuni vescovi del continente. Uno degli artefici della pace fra Teobaldo e Stefano fu Ilario che aiutò affinché le negoziazioni per il ritorno dell'arcivescovo in Inghilterra andassero a buon fine.
Teobaldo, tornato in patria, andò presso il castello di Hugh Bigod, I conte di Norfolk a Framlingham e alla fine i due si riappacificarono e all'arcivescovo vennero restituite le sue terre.

## Contro l'abate
Per molti anni Ilario questionò con l'abbazia di Battle che chiedeva di essere esentata dalla sovrintendenza del vescovo di Chichester nella cui diocesi essa risiedeva. Il papato non aveva mai concesso tale esenzione, ma i frati facevano affidamento sul fatto che essa, essendo stata fondata direttamente da Guglielmo I d'Inghilterra godesse del rango di chiesa proprietaria o che fosse addirittura considerata sotto la diretta autorità del sovrano. Stefano accontentò i monaci, ma dopo la sua morte nel 1154 Ilario scomunicò l'abate che si appellò al Vaticano L'appello dell'abate tuttavia non venne accettato, giacché sia papa Eugenio III che apa Adriano IV gli ordinarono di sottomettersi al vescovo. Nel 1157 l'allora abate Walter de Luci, fratello di Richard de Luci gran giustiziere, portò il caso innanzi al concilio che Enrico II d'Inghilterra tenne a Colchester.
Walter produsse il documento di fondazione redatto da Guglielmo e ratificato a suo tempo da Enrico I d'Inghilterra, nonno materno del sovrano, ed Enrico decise di liberare l'abbazia da ogni sovrintendenza ecclesiastica giudicando la questione sulla base dei documenti prodotti. Gli studiosi moderni hanno mostrato come almeno uno di essi fosse stato falsificato poco prima forse attorno al 1155. Ilario ribatté che solo l'autorità papale poteva liberare l'abbazia dalla sua autorità e che l'abbazia in questione non aveva avuto questo diritto, sottolineando anche come non fosse prerogativa del re concedere tali privilegi senza la licenza papale. Enrico fu impressionato da tali argomentazioni che andavano ad intaccare le sue prerogative regali e Tommaso Becket, che più avanti si sarebbe aspramente scontrato con lui su questi terreni, fu in questo caso uno dei più strenui oppositori di Ilario. Alla fine Ilario venne persuaso a rinunciare ai propri diritti sull'abbazia.
Alcuni storici ritengono che egli portò il caso all'attenzione del re solo su istigazione del proprio capitolo e che non lo perorò adeguatamente, altri invece lo vedono come l'unico caso in cui Ilario si contrappose all'autorità regia preferendovi quella papale perché quello fu anche il caso in cui i propri diritti ecclesiastici venivano apertamente sbeffeggiati.
Infine alcuni ritengono che l'intera storia sia in gran parte inventata basando questa teoria sul fatto che molti dei dettagli si trovano nelle Cronache dell'abbazzia di Battle e che fossero parte di una serie di documenti falsificati ad opera dei monaci. Si argomenta che le uniche prove, oltre alle cronache, sarebbero in un documento falso ad opera di Enrico e una lettera di Teobaldo di Bec che potrebbe anch'essa essere falsa giacché ripete le parole della cronaca parola per parola. Benché non si dubiti che ci sia stato un dissenso fra Ilario e l'abbazia, come documentato da una lettera di Becket del 1170 l'intera faccenda non è del tutto degna di fiducia. La lettera del 1170 per altro non fornisce dettagli dicendo solo che Ilario venne costretto a fare pace pubblicamente con l'abate.

## L'ubbidienza al re
Ilario era stato nominato sceriffo nel 1155, ma i dissensi con il re non gli impedirono di riavere la carica dal 1160 al 1162, cosa rara per un vescovo: si può leggere tale concessione come segno della fiducia che Enrico aveva in lui. Ilario fu il solo vescovo ad essere anche sceriffo durante il regno di Enrico con la sola possibile eccezione di Robert de Chesney vescovo di Lincoln. Un concilio della chiesa inglese del 1143 aveva vietato che i chierici rivestissero i ruoli di sovrintendenti o di collettori di tasse se questi incarichi si sarebbero poi riversati sui laici e giacché la carica di sceriffo comportava anche la raccolta dei proventi delle fattorie e della contea e il pagamento di queste rendite presso l'exchequer il detenerla poteva essere considerato come contrario alle disposizioni del concilio.
Ilario era anche ben conosciuto per la sua preparazione nel diritto canonico e venne spesso impiegato dal papa come giudice delegato per tutti quei casi che venivano portati a Roma e che Roma rimandava alla patria degli appellanti agendo in queste vesti per circa quindici volte durante il suo vescovado. Ilario servì anche altri giudici papali come Teobaldo di Bec e lavorò anche per la giustizia reale nel 1156 e in quello stesso anno si recò con il re in Normandia rimanendovi fino al 1157. In un certo numero di occasioni Ilario fu anche consigliere legale del re e i suoi intendenti redassero documenti per il sovrano in maniera occasionale.
Ilario creò gli incarichi di tesoriere e cancelliere per la diocesi di Chichester con l'intento di regolarizzare ed incrementare le entrate della diocesi e del capitolo e fu anche coinvolto nella canonizzazione di Edoardo il Confessore, con la scrittura di una lettera a papa Alessandro III per perorarne la causa. Quando il vecchio re venne canonizzato lui fu uno dei tre vescovi che lo annunciarono all'abbazia di Westminster mentre si celebrava una messa per l'occasione.
Nel maggio 1162 fece parte del gruppo di monaci che Enrico mandò presso la cattedrale di Canterbury per assicurarsi che Tommaso sarebbe stato eletto arcivescovo. Quando Gilbert di Foliot obiettò contro tale candidatura Ilario rispose che occorreva soddisfare i desideri del re ed eleggere quindi l'uomo che lui voleva. Quando fu suggerito che tale carica andasse a un monaco, come da tradizione, egli obiettò se si credeva che solo un certo stile di vita potesse soddisfare il Signore.
L'anno seguente al concilio che si tenne a Westminster si consumò il primo atto di quello che sarebbe diventato il profondo dissidio destinato a dividere Enrico da Becket. La lite venne innescata dalla questione dei chierici che commettevano reati, secondo l'arcivescovo essi, anche quelli di minor grado, dovevano essere giudicati dalla chiesa, in questa prospettiva c'era da considerare che circa un quinto della popolazione inglese poteva considerarsi facente parte del clero, considerati anche i gradi più bassi, e questo diminuiva fortemente l'autorità regia. Nel passato la legge inglese aveva rimandato alla corte reale i chierici che si macchiavano di crimini gravi, ma la legge canonica più recente stava introducendo dei cambiamenti. A Westminster Enrico provò ad ottenere dai laici e dagli ecclesiastici presenti di giurare sopra le vecchie consuetudini inglesi invece che su quelle nuove di stampo religioso. Tutti i vescovi giurarono con la riserva che tali consuetudini non entrassero in conflitto con il diritto canonico e nonostante il loro giuramento appoggiasse la posizione di Bekcet dopo lo scioglimento del concilio molti di loro, incluso Ilario, vennero persuasi a sposare una posizione di maggior compromesso ponendosi, di fatto, al fianco del re.
Quando fra Enrico e Becket scoppiò il definitivo litigio che doveva portarli alla rottura prima e alla morte dell'arcivescovo poi Ilario si mise dalla parte del sovrano, forse ricordando come il collega si fosse messo contro di lui all'epoca della questione sull'abbazia di Battle.
Nel maggio 1163 Ilario venne mandato da Tommaso perché lo convincesse a tornare sui propri passi, ma questi fu irremovibile,l'anno seguente Ilario andò da Papa Alessandro III e da Luigi VII di Francia per tentare di portarli dalla parte di Enrico e non al fianco dell'arcivescovo.
Ilario infine morì nel luglio 1169, forse il giorno 13.

## Genealogia episcopale
La genealogia episcopale è:
- Cardinale Vitale Giovanni, O.S.B. Cam.
- Papa Innocenzo II
- Cardinale Alberico di Beauvais, O.S.B. (1138)
- Arcivescovo Teobaldo di Bec
- Vescovo Ilario di Chichester